# Eleições legislativas portuguesas de 2022 no Estrangeiro
| Eleições legislativas portuguesas de 2022 Distritos: Aveiro \| Beja \| Braga \| Bragança \| Castelo Branco \| Coimbra \| Évora \| Faro \| Guarda \| Leiria \| Lisboa \| Portalegre \| Porto \| Santarém \| Setúbal \| Viana do Castelo \| Vila Real \| Viseu \| Açores \| Madeira \| Estrangeiro |

## Resultados por País e Continente
Os resultados nas embaixadas e consulados no Estrangeiro foram os seguintes:

### Europa

#### Alemanha
| Partido                 | Partido                        | Votos  | %               | +/-   |
| ----------------------- | ------------------------------ | ------ | --------------- | ----- |
|                         | Partido Socialista             | 4 049  | 36,94 / 100,00  | 10,45 |
|                         | Partido Social Democrata       | 1 780  | 16,24 / 100,00  | 1,93  |
|                         | CHEGA                          | 638    | 5,82 / 100,00   | 5,17  |
|                         | Iniciativa Liberal             | 390    | 3,56 / 100,00   | 2,75  |
|                         | Pessoas–Animais–Natureza       | 373    | 3,40 / 100,00   | 2,37  |
|                         | Bloco de Esquerda              | 366    | 3,34 / 100,00   | 3,47  |
|                         | LIVRE                          | 265    | 2,42 / 100,00   | 0,45  |
|                         | Coligação Democrática Unitária | 196    | 1,79 / 100,00   | 0,93  |
|                         | CDS – Partido Popular          | 126    | 1,15 / 100,00   | 1,65  |
|                         | Volt Portugal                  | 122    | 1,11 / 100,00   | Novo  |
|                         | Outros (com menos de 1,00%)    | 165    | 1,50 / 100,00   |       |
| Votos Inválidos         | Votos Inválidos                | 2 492  | 22,73 / 100,00  | 7,15  |
| Total                   | Total                          | 10 962 | 100,00 / 100,00 |       |
| Eleitorado/Participação | Eleitorado/Participação        | 76 057 | 14,41 / 100,00  | 2,06  |

#### Bélgica
| Partido                 | Partido                        | Votos  | %               | +/-  |
| ----------------------- | ------------------------------ | ------ | --------------- | ---- |
|                         | Partido Socialista             | 670    | 35,39 / 100,00  | 1,25 |
|                         | Partido Social Democrata       | 287    | 15,16 / 100,00  | 1,82 |
|                         | Iniciativa Liberal             | 123    | 6,50 / 100,00   | 5,10 |
|                         | CHEGA                          | 113    | 5,97 / 100,00   | 4,96 |
|                         | Bloco de Esquerda              | 89     | 4,70 / 100,00   | 4,52 |
|                         | Pessoas–Animais–Natureza       | 72     | 3,80 / 100,00   | 3,31 |
|                         | LIVRE                          | 60     | 3,17 / 100,00   | 0,51 |
|                         | Coligação Democrática Unitária | 49     | 2,59 / 100,00   | 1,59 |
|                         | CDS – Partido Popular          | 40     | 2,11 / 100,00   | 1,71 |
|                         | Outros (com menos de 1,00%)    | 62     | 3,28 / 100,00   |      |
| Votos Inválidos         | Votos Inválidos                | 328    | 17,33 / 100,00  | 4,99 |
| Total                   | Total                          | 1 893  | 100,00 / 100,00 |      |
| Eleitorado/Participação | Eleitorado/Participação        | 18 157 | 10,43 / 100,00  | 6,57 |

#### Espanha
| Partido                 | Partido                        | Votos  | %               | +/-   |
| ----------------------- | ------------------------------ | ------ | --------------- | ----- |
|                         | Partido Socialista             | 1 345  | 30,10 / 100,00  | 1,21  |
|                         | Partido Social Democrata       | 761    | 17,03 / 100,00  | 4,55  |
|                         | CHEGA                          | 233    | 5,21 / 100,00   | 4,68  |
|                         | Iniciativa Liberal             | 217    | 4,86 / 100,00   | 2,75  |
|                         | Bloco de Esquerda              | 163    | 3,65 / 100,00   | 4,76  |
|                         | Pessoas–Animais–Natureza       | 124    | 2,78 / 100,00   | 1,81  |
|                         | CDS – Partido Popular          | 120    | 2,69 / 100,00   | 3,13  |
|                         | Coligação Democrática Unitária | 89     | 1,99 / 100,00   | 1,54  |
|                         | LIVRE                          | 70     | 1,57 / 100,00   | 0,37  |
|                         | Outros (com menos de 1,00%)    | 95     | 2,12 / 100,00   |       |
| Votos Inválidos         | Votos Inválidos                | 1 251  | 28,00 / 100,00  | 10,86 |
| Total                   | Total                          | 4 468  | 100,00 / 100,00 |       |
| Eleitorado/Participação | Eleitorado/Participação        | 42 691 | 10,47 / 100,00  | 0,31  |

#### França
| Partido                 | Partido                     | Votos   | %               | +/-  |
| ----------------------- | --------------------------- | ------- | --------------- | ---- |
|                         | Partido Socialista          | 16 144  | 34,65 / 100,00  | 4,03 |
|                         | Partido Social Democrata    | 6 942   | 14,90 / 100,00  | 2,86 |
|                         | CHEGA                       | 2 494   | 5,35 / 100,00   | 4,64 |
|                         | Pessoas–Animais–Natureza    | 1 194   | 2,56 / 100,00   | 2,07 |
|                         | Bloco de Esquerda           | 774     | 1,66 / 100,00   | 2,24 |
|                         | Outros (com menos de 1,00%) | 2 727   | 5,84 / 100,00   |      |
| Votos Inválidos         | Votos Inválidos             | 16 312  | 35,02 / 100,00  | 5,88 |
| Total                   | Total                       | 46 587  | 100,00 / 100,00 |      |
| Eleitorado/Participação | Eleitorado/Participação     | 395 266 | 11,79 / 100,00  | 1,23 |

#### Luxemburgo
| Partido                 | Partido                        | Votos  | %               | +/-  |
| ----------------------- | ------------------------------ | ------ | --------------- | ---- |
|                         | Partido Socialista             | 1 784  | 33,91 / 100,00  | 7,16 |
|                         | Partido Social Democrata       | 849    | 16,14 / 100,00  | 3,34 |
|                         | CHEGA                          | 456    | 8,67 / 100,00   | 7,72 |
|                         | Pessoas–Animais–Natureza       | 134    | 2,55 / 100,00   | 2,83 |
|                         | Iniciativa Liberal             | 113    | 2,15 / 100,00   | 1,67 |
|                         | Bloco de Esquerda              | 93     | 1,77 / 100,00   | 3,50 |
|                         | CDS – Partido Popular          | 64     | 1,22 / 100,00   | 2,76 |
|                         | Coligação Democrática Unitária | 57     | 1,08 / 100,00   | 1,27 |
|                         | Outros (com menos de 1,00%)    | 178    | 3,38 / 100,00   |      |
| Votos Inválidos         | Votos Inválidos                | 1 533  | 29,14 / 100,00  | 0,22 |
| Total                   | Total                          | 5 261  | 100,00 / 100,00 |      |
| Eleitorado/Participação | Eleitorado/Participação        | 40 277 | 13,06 / 100,00  | 3,33 |

#### Reino Unido
| Partido                 | Partido                        | Votos   | %               | +/-   |
| ----------------------- | ------------------------------ | ------- | --------------- | ----- |
|                         | Partido Socialista             | 3 494   | 23,84 / 100,00  | 7,53  |
|                         | Partido Social Democrata       | 1 741   | 11,88 / 100,00  | 7,31  |
|                         | CHEGA                          | 589     | 4,02 / 100,00   | 3,21  |
|                         | Iniciativa Liberal             | 490     | 3,34 / 100,00   | 1,72  |
|                         | Bloco de Esquerda              | 415     | 2,83 / 100,00   | 3,08  |
|                         | Pessoas–Animais–Natureza       | 402     | 2,74 / 100,00   | 2,18  |
|                         | LIVRE                          | 359     | 2,45 / 100,00   | 0,80  |
|                         | Coligação Democrática Unitária | 186     | 1,27 / 100,00   | 1,42  |
|                         | CDS – Partido Popular          | 151     | 1,03 / 100,00   | 1,59  |
|                         | Outros (com menos de 1,00%)    | 594     | 4,05 / 100,00   |       |
| Votos Inválidos         | Votos Inválidos                | 6 233   | 42,53 / 100,00  | 22,95 |
| Total                   | Total                          | 14 654  | 100,00 / 100,00 |       |
| Eleitorado/Participação | Eleitorado/Participação        | 156 709 | 9,35 / 100,00   | 2,03  |

#### Suíça
| Partido                 | Partido                        | Votos   | %               | +/-   |
| ----------------------- | ------------------------------ | ------- | --------------- | ----- |
|                         | Partido Socialista             | 7 221   | 34,65 / 100,00  | 7,62  |
|                         | Partido Social Democrata       | 3 391   | 16,27 / 100,00  | 4,49  |
|                         | CHEGA                          | 2 951   | 14,16 / 100,00  | 12,93 |
|                         | Iniciativa Liberal             | 587     | 2,82 / 100,00   | 2,25  |
|                         | Bloco de Esquerda              | 484     | 2,32 / 100,00   | 4,16  |
|                         | Pessoas–Animais–Natureza       | 430     | 2,06 / 100,00   | 1,92  |
|                         | Coligação Democrática Unitária | 285     | 1,37 / 100,00   | 1,63  |
|                         | CDS – Partido Popular          | 215     | 1,03 / 100,00   | 2,58  |
|                         | Outros (com menos de 1,00%)    | 608     | 2,91 / 100,00   |       |
| Votos Inválidos         | Votos Inválidos                | 4 666   | 22,39 / 100,00  | 4,71  |
| Total                   | Total                          | 20 838  | 100,00 / 100,00 |       |
| Eleitorado/Participação | Eleitorado/Participação        | 149 728 | 13,92 / 100,00  | 0,70  |

#### Restantes países da Europa
| Partido                 | Partido                        | Votos  | %               | +/-  |
| ----------------------- | ------------------------------ | ------ | --------------- | ---- |
|                         | Partido Socialista             | 1 362  | 29,06 / 100,00  | 5,84 |
|                         | Partido Social Democrata       | 640    | 13,65 / 100,00  | 3,63 |
|                         | Iniciativa Liberal             | 516    | 11,01 / 100,00  | 7,83 |
|                         | LIVRE                          | 341    | 7,28 / 100,00   | 4,44 |
|                         | CHEGA                          | 282    | 6,02 / 100,00   | 5,22 |
|                         | Bloco de Esquerda              | 260    | 5,55 / 100,00   | 5,06 |
|                         | Pessoas–Animais–Natureza       | 225    | 4,80 / 100,00   | 2,48 |
|                         | Coligação Democrática Unitária | 109    | 2,33 / 100,00   | 1,77 |
|                         | Volt Portugal                  | 92     | 1,96 / 100,00   | Novo |
|                         | CDS – Partido Popular          | 78     | 1,66 / 100,00   | 1,52 |
|                         | Outros (com menos de 1,00%)    | 109    | 2,33 / 100,00   |      |
| Votos Inválidos         | Votos Inválidos                | 673    | 14,36 / 100,00  | 7,45 |
| Total                   | Total                          | 4 687  | 100,00 / 100,00 |      |
| Eleitorado/Participação | Eleitorado/Participação        | 47 491 | 9,87 / 100,00   | 3,00 |

### Fora da Europa

#### Angola
| Partido                 | Partido                        | Votos  | %               |
| ----------------------- | ------------------------------ | ------ | --------------- |
|                         | Partido Social Democrata       | 370    | 47,56 / 100,00  |
|                         | Partido Socialista             | 227    | 29,18 / 100,00  |
|                         | CHEGA                          | 64     | 8,23 / 100,00   |
|                         | Iniciativa Liberal             | 55     | 7,07 / 100,00   |
|                         | Coligação Democrática Unitária | 14     | 1,80 / 100,00   |
|                         | CDS – Partido Popular          | 10     | 1,29 / 100,00   |
|                         | Outros (com menos de 1,00%)    | 21     | 2,70 / 100,00   |
| Votos Inválidos         | Votos Inválidos                | 17     | 2,19 / 100,00   |
| Total                   | Total                          | 778    | 100,00 / 100,00 |
| Eleitorado/Participação | Eleitorado/Participação        | 18 007 | 4,32 / 100,00   |

#### Restantes países de África
| Partido                 | Partido                        | Votos  | %               | +/-  |
| ----------------------- | ------------------------------ | ------ | --------------- | ---- |
|                         | Partido Socialista             | 1 037  | 46,59 / 100,00  | 8,76 |
|                         | Partido Social Democrata       | 698    | 31,36 / 100,00  | 5,99 |
|                         | CHEGA                          | 148    | 6,65 / 100,00   | 6,22 |
|                         | Iniciativa Liberal             | 84     | 3,77 / 100,00   | 1,22 |
|                         | Bloco de Esquerda              | 67     | 3,01 / 100,00   | 2,16 |
|                         | Pessoas–Animais–Natureza       | 40     | 1,80 / 100,00   | 0,39 |
|                         | Coligação Democrática Unitária | 31     | 1,39 / 100,00   | 1,10 |
|                         | Outros (com menos de 1,00%)    | 61     | 2,74 / 100,00   |      |
| Votos Inválidos         | Votos Inválidos                | 60     | 2,70 / 100,00   | 0,33 |
| Total                   | Total                          | 2 226  | 100,00 / 100,00 |      |
| Eleitorado/Participação | Eleitorado/Participação        | 51 000 | 4,36 / 100,00   | 1,90 |

#### Brasil
| Partido                 | Partido                          | Votos   | %               | +/-   |
| ----------------------- | -------------------------------- | ------- | --------------- | ----- |
|                         | Partido Social Democrata         | 12 651  | 36,23 / 100,00  | 2,79  |
|                         | Partido Socialista               | 9 097   | 26,05 / 100,00  | 8,35  |
|                         | CHEGA                            | 3 654   | 10,47 / 100,00  | 9,33  |
|                         | Pessoas–Animais–Natureza         | 2 121   | 6,07 / 100,00   | 0,09  |
|                         | Iniciativa Liberal               | 1 576   | 4,51 / 100,00   | 1,09  |
|                         | Bloco de Esquerda                | 1 040   | 2,98 / 100,00   | 0,24  |
|                         | CDS – Partido Popular            | 907     | 2,60 / 100,00   | 2,17  |
|                         | Alternativa Democrática Nacional | 435     | 1,25 / 100,00   | 3,63  |
|                         | Nós, Cidadãos!                   | 429     | 1,23 / 100,00   | 0,17  |
|                         | Coligação Democrática Unitária   | 428     | 1,29 / 100,00   | 0,34  |
|                         | Aliança                          | 382     | 1,09 / 100,00   | 0,46  |
|                         | LIVRE                            | 370     | 1,06 / 100,00   | 0,35  |
|                         | Outros (com menos de 1,00%)      | 890     | 2,55 / 100,00   |       |
| Votos Inválidos         | Votos Inválidos                  | 935     | 2,67 / 100,00   | 11,46 |
| Total                   | Total                            | 34 915  | 100,00 / 100,00 |       |
| Eleitorado/Participação | Eleitorado/Participação          | 240 140 | 14,54 / 100,00  | 0,32  |

#### Canadá
| Partido                 | Partido                        | Votos  | %               | +/-   |
| ----------------------- | ------------------------------ | ------ | --------------- | ----- |
|                         | Partido Social Democrata       | 3 923  | 39,52 / 100,00  | 9,37  |
|                         | Partido Socialista             | 3 766  | 37,94 / 100,00  | 13,74 |
|                         | CHEGA                          | 918    | 9,25 / 100,00   | 8,81  |
|                         | Bloco de Esquerda              | 217    | 2,19 / 100,00   | 0,16  |
|                         | Pessoas–Animais–Natureza       | 169    | 1,70 / 100,00   | 0,64  |
|                         | CDS – Partido Popular          | 148    | 1,49 / 100,00   | 1,30  |
|                         | Coligação Democrática Unitária | 144    | 1,45 / 100,00   | 0,57  |
|                         | Iniciativa Liberal             | 117    | 1,18 / 100,00   | 0,87  |
|                         | Outros (com menos de 1,00%)    | 159    | 1,59 / 100,00   |       |
| Votos Inválidos         | Votos Inválidos                | 366    | 3,68 / 100,00   | 31,13 |
| Total                   | Total                          | 9 927  | 100,00 / 100,00 |       |
| Eleitorado/Participação | Eleitorado/Participação        | 55 865 | 17,77 / 100,00  | 7,86  |

#### Estados Unidos da América
| Partido                 | Partido                        | Votos  | %               |
| ----------------------- | ------------------------------ | ------ | --------------- |
|                         | Partido Social Democrata       | 3 866  | 44,95 / 100,00  |
|                         | Partido Socialista             | 2 608  | 30,32 / 100,00  |
|                         | CHEGA                          | 933    | 10,85 / 100,00  |
|                         | CDS – Partido Popular          | 190    | 2,21 / 100,00   |
|                         | Bloco de Esquerda              | 177    | 2,06 / 100,00   |
|                         | Iniciativa Liberal             | 173    | 2,01 / 100,00   |
|                         | Pessoas–Animais–Natureza       | 173    | 2,01 / 100,00   |
|                         | Coligação Democrática Unitária | 93     | 1,08 / 100,00   |
|                         | Outros (com menos de 1,00%)    | 215    | 2,50 / 100,00   |
| Votos Inválidos         | Votos Inválidos                | 173    | 1,91 / 100,00   |
| Total                   | Total                          | 8 601  | 100,00 / 100,00 |
| Eleitorado/Participação | Eleitorado/Participação        | 62 313 | 13,80 / 100,00  |

#### Restantes países da América
| Partido                 | Partido                          | Votos  | %               | +/-   |
| ----------------------- | -------------------------------- | ------ | --------------- | ----- |
|                         | Partido Social Democrata         | 1 094  | 51,63 / 100,00  | 11,61 |
|                         | Partido Socialista               | 502    | 23,69 / 100,00  | 0,82  |
|                         | CHEGA                            | 86     | 4,06 / 100,00   | 3,48  |
|                         | Iniciativa Liberal               | 64     | 3,02 / 100,00   | 2,29  |
|                         | Alternativa Democrática Nacional | 62     | 2,93 / 100,00   | 0,81  |
|                         | Pessoas–Animais–Natureza         | 62     | 2,93 / 100,00   | 0,25  |
|                         | Partido da Terra                 | 36     | 1,70 / 100,00   | 1,36  |
|                         | CDS – Partido Popular            | 32     | 1,51 / 100,00   | 2,24  |
|                         | Bloco de Esquerda                | 29     | 1,37 / 100,00   | 1,32  |
|                         | Coligação Democrática Unitária   | 26     | 1,23 / 100,00   | 0,39  |
|                         | Outros (com menos de 1,00%)      | 68     | 3,21 / 100,00   |       |
| Votos Inválidos         | Votos Inválidos                  | 58     | 2,74 / 100,00   | 13,98 |
| Total                   | Total                            | 2 119  | 100,00 / 100,00 |       |
| Eleitorado/Participação | Eleitorado/Participação          | 65 239 | 3,25 / 100,00   | 2,40  |

#### China
| Partido                 | Partido                          | Votos  | %               | +/-   |
| ----------------------- | -------------------------------- | ------ | --------------- | ----- |
|                         | Partido Socialista               | 1 255  | 29,87 / 100,00  | 12,59 |
|                         | Partido Social Democrata         | 1 074  | 25,56 / 100,00  | 7,33  |
|                         | CHEGA                            | 321    | 7,64 / 100,00   | 6,89  |
|                         | Pessoas–Animais–Natureza         | 267    | 6,35 / 100,00   | 1,73  |
|                         | Coligação Democrática Unitária   | 135    | 3,21 / 100,00   | 1,82  |
|                         | Iniciativa Liberal               | 131    | 3,12 / 100,00   | 1,85  |
|                         | Nós, Cidadãos!                   | 125    | 2,97 / 100,00   | 0,69  |
|                         | LIVRE                            | 113    | 2,69 / 100,00   | 1,59  |
|                         | Bloco de Esquerda                | 104    | 2,48 / 100,00   | 0,64  |
|                         | Partido da Terra                 | 98     | 2,33 / 100,00   | 1,41  |
|                         | Volt Portugal                    | 68     | 1,62 / 100,00   | Novo  |
|                         | CDS – Partido Popular            | 57     | 1,36 / 100,00   | 2,05  |
|                         | Aliança                          | 54     | 1,29 / 100,00   | 0,74  |
|                         | Alternativa Democrática Nacional | 49     | 1,17 / 100,00   | 0,62  |
|                         | Outros (com menos de 1,00%)      | 65     | 1,54 / 100,00   |       |
| Votos Inválidos         | Votos Inválidos                  | 286    | 6,81 / 100,00   | 18,10 |
| Total                   | Total                            | 4 202  | 100,00 / 100,00 |       |
| Eleitorado/Participação | Eleitorado/Participação          | 63 700 | 6,60 / 100,00   | 1,33  |

#### Restantes países da Ásia e da Oceânia
| Partido                 | Partido                          | Votos  | %               | +/-   |
| ----------------------- | -------------------------------- | ------ | --------------- | ----- |
|                         | Partido Socialista               | 689    | 41,16 / 100,00  | 16,10 |
|                         | Partido Social Democrata         | 467    | 27,90 / 100,00  | 13,84 |
|                         | Iniciativa Liberal               | 85     | 5,08 / 100,00   | 2,96  |
|                         | Pessoas–Animais–Natureza         | 82     | 4,90 / 100,00   | 2,02  |
|                         | CHEGA                            | 57     | 3,41 / 100,00   | 2,76  |
|                         | Volt Portugal                    | 40     | 2,39 / 100,00   | Novo  |
|                         | Bloco de Esquerda                | 39     | 2,33 / 100,00   | 0,20  |
|                         | Coligação Democrática Unitária   | 37     | 2,21 / 100,00   | 0,56  |
|                         | CDS – Partido Popular            | 24     | 1,43 / 100,00   | 1,10  |
|                         | Alternativa Democrática Nacional | 23     | 1,37 / 100,00   | 0,13  |
|                         | LIVRE                            | 19     | 1,14 / 100,00   | 0,20  |
|                         | Outros (com menos de 1,00%)      | 49     | 2,93 / 100,00   |       |
| Votos Inválidos         | Votos Inválidos                  | 63     | 3,77 / 100,00   | 37,35 |
| Total                   | Total                            | 1 674  | 100,00 / 100,00 |       |
| Eleitorado/Participação | Eleitorado/Participação          | 39 307 | 4,26 / 100,00   | 0,42  |